# Knjiga pohval in pritožb
Knjiga pohval in pritožb (na naslovnici napisan kot Knjiga pohval in pritožb (Milo za drago)) je šesti studijski album novomeške rock skupine Dan D. Izdan je bil 22. marca 2019 pri založbi Nika Records.
Deset pesmi je bilo izdanih že kot album Milo za drago oktobra 2018 na USB-ključku, ki je bil zapakiran v ročno izdelano milo podjetja Milo za drago. Skupina je po tem napovedala, da bo album izdala tudi v obliki CD-ja in vinilne plošče z dodatnimi pesmimi.

## Kritični odziv
Na rock portalu Rockline je avtor recenzije o albumu rekel sledeče: "Knjiga pohval in pritožb je razširjena varieteta albuma Milo za drago in moment s katerim Dan D še naprej odmerjajo uspešne korake na poti artistične samoevolucije in samobitnosti." Za Mladino je tudi Goran Kompoš pohvalil album: "Ni znano, ali je Dan D med pripravljanjem nove plošče poslušalcem formalno ponudil »knjigo pohval in pritožb«. Če jo je, se je v njej brez dvoma znašlo veliko več pohval kot pritožb."

## Seznam pesmi
| Št.             | Naslov                 | Dolžina |
| --------------- | ---------------------- | ------- |
| 1.              | „Malo pekla‟           | 3:20    |
| 2.              | „Sem v tebi‟           | 3:35    |
| 3.              | „Boli me K‟            | 3:28    |
| 4.              | „Ne naredi mi tega‟    | 5:02    |
| 5.              | „Bits‟                 | 3:36    |
| 6.              | „Ožina‟                | 2:55    |
| 7.              | „Morilec‟              | 3:08    |
| 8.              | „Trigger za srečo‟     | 2:40    |
| 9.              | „Daj mi upanje‟        | 4:02    |
| 10.             | „Tu‟                   | 3:25    |
| 11.             | „Zvezde plešejo‟       | 2:47    |
| 12.             | „Angel‟                | 3:53    |
| 13.             | „Ca kho to‟            | 3:41    |
| 14.             | „Živ‟                  | 4:56    |
| 15.             | „Laži mi‟              | 2:26    |
| 16.             | „Wonder‟ (bonus pesem) | 3:44    |
| Skupna dolžina: | Skupna dolžina:        | 56:38   |

## Zasedba
Dan D
- Tomislav Jovanović - Tokac — vokal, akustična kitara
- Dušan Obradinovič - Obra — bobni
- Marko Turk - Tučo — kitara
- Boštjan Grubar - Bošti — klaviature
- Nikola Sekulović — bas kitara